# Curtara enadara
Curtara enadara är en insektsart som beskrevs av Delong 1980. Curtara enadara ingår i släktet Curtara och familjen dvärgstritar. Inga underarter finns listade i Catalogue of Life.